# Ильченко, Юрий Владимирович
Ю́рий Влади́мирович И́льченко (литературный псевдоним Седов Б. К., 26 апреля 1951, Ростов-на-Дону — 29 января 2024) — музыкант, писатель, певец и композитор. Солист ленинградской группы «Мифы», был недолго в составе ленинградской группы «Земляне» и московской группы «Машина времени». По некоторым оценкам, считается одним из лучших блюзовых вокалистов и гитаристов России.

## Биография
Родился 26 апреля 1951 года в Ростове-на-Дону, вместе с родителями в детстве переехал в Ленинград. В детстве освоил аккордеон и впервые приобщился к музыке в 1967 году в стенах 32-й школы на Васильевском острове. Отец, фортепианный мастер и настройщик помог Ильченко смастерить первую электронную (7-струнную) гитару-доску, что и стало «пропуском» к участникам группы «MАКС» (название группы образовалось от первых букв имён участников: Михаил (Зимарёв), Александр (Большаков), Константин (Флегонтов) и Сергей (Матвеев), которую организовал Константин Флегонтов из студентов Художественного Училища им. Серова в Ленинграде, которые исполняли как песни группы «Битлз», так и свои.
В 1968 году Ильченко покинул «MАКС». После окончания восьми классов работал сначала на заводе, а потом рабочим сцены в Театре Кукол. В 1969 году вошёл в состав группы «Радуга», а летом 1969 года — в группу «Мифы» клавишником без инструмента. Осенью 1969 инструмент появился, и Ильченко стал выступать с группой на сцене: играл на клавишных и ритм-гитаре и пел несколько песен.
С 1970 года по 1972 год служил в Советской армии. Вернувшись из армии, в 1972 году Ильченко продолжил работу в группе «Мифы», написав новые песни, которые вошли в репертуар группы.
В 1974 году «Мифы» в первый раз развалились, а Ильченко устроился в Новгородскую филармонию. В 1975 году он ездил по сельским клубам с группой эстрадных шабашников, аккомпанировал певице-народнице по фамилии Батура и трудился в плавучем ресторане «Корюшка». Весной 1975 года уволился из филармонии, а осенью вернулся в «Мифы».
Тогда же он заинтересовался джаз-роком — под его влиянием в «Мифах» вскоре появилась духовая секция. Написал мини-оперу «Мальчик, мальчик, или Звон монет»; песни: «Блюз в тональности ми-мажор», «Когда мне одиноко…», «Эй, послушай, парень», «Дождь», «Убейте крысу» и т. д.
В апреле 1976 года «Мифы» представили свою программу на I Всесоюзном фестивале самодеятельности трудящихся в ДК им. Газа, но сыграли они плохо, и это усилило разногласия в группе. На их концерте состоялся ленинградский дебют московской рок-группы «Машины времени». Дебют оказался успешным, и два месяца спустя они приехали в Ленинград уже звёздами. Прямо после концерта Ильченко уехал с «Машиной времени» в Москву.
Семь месяцев Ильченко играл в «Машине времени», жил дома у Андрея Макаревича. Несколько его песен (а также шуточный фокстрот «Мифов» — «Шок») вошли в репертуар «Машины времени».
В 1977 году он приезжает с группой «Машина времени» в Ленинград и решает не возвращаться в Москву. Собирает свой «мини-оркестр» и называет его «Воскресение». В состав группы вошли бывшие музыканты группы «Мифы». Уже летом 1977 года «Воскресение» развалилось, до конца года он предпринимает несколько попыток реанимировать группу с новым составом.
В 1977 году Ильченко принимает участие в создании первого в стране подпольного рок-журнала «Рокси», в котором фигурирует как постоянный автор и герой рок-н-рольной хроники.
В 1978 году он записывает в домашних условиях акустический альбом «Дождь», возглавивший неофициальный Топ 10 журнала «Рокси». Альбом стал популярным среди питерских меломанов, включая Колю Васина. В сентябре 1978 года Ильченко устраивается в Ленконцерт, а три месяца спустя возвращается к любительскому статусу.
Жена с 1978 по 1981 год — рок-фотограф Наташа Васильева.
Когда распалась «Машина времени», её участники Евгений Маргулис и Сергей Кавагоэ решили объединиться с Ильченко и тем самым воскресить идею группы «Воскресенье». Ильченко подарил название «Воскресенье» друзьям, а сам не смог попасть в группу, так как заболел.
В конце 1979 года становится гитаристом группы «Земляне» (где сменил Игоря Романова). В 1980 году Юрий промелькнул в видеоролике «Землян» на песню «Карате», в чёрных очках и с лысой головой (ходили слухи, будто знаменитая строчка из песни «Машины времени» — Ты можешь ходить как запущенный сад, а можешь всё наголо сбрить — адресована именно ему, хотя Андрей Макаревич всегда утверждал, что герой песни — образ собирательный), гастролировал с ними по стране, а в 1981 году уходит из «Землян».
Далее, был в составе группы «Интеграл», одного из героев рок-фестиваля «Весенние ритмы. Тбилиси-80».
Затем Ильченко принял участие в записи первого альбома «Мифов» — «Дорога домой» на только что открытой студии Андрея Тропилло.
В 1982—1983 годах в Ленинградском рок-клубе числилась загадочная «группа М под управлением Ильченко», но она ни разу не выступала.
С осени 1983 до весны 1984 года Юрий Ильченко играет на танцах в парке Бабушкина с группой «Контур».
С 1984 года по 1989 год занимается мелким предпринимательством, шьёт, делает струны и т. д.
В 1989 году — записывает на студии Дворца Молодёжи свой второй альбом «Натуральный продукт».
Осенью 1989 года Ильченко в составе сессионной группы «Подвиги Геракла» совершает короткое турне по Германии.
В ноябре 1990 года дает концерт в Василеостровском Молодёжном Центре.
В августе 1991 года Ильченко появляется на сцене вместе с группой «Мифы» во время акции «Рок против танков» на Дворцовой площади.
Участвовал в записи альбома «Крылья» группы «Наутилус Помпилиус» на акустической гитаре, кастаньетах.
В первой половине 1990-х годов записывает два альбома на студии радиостанции «Европа Плюс» — "Концерт в студии звукозаписи «Europa Plus Studio» (1995) и «Крутые ребята не танцуют». Второй из них издается на компакт-дисках официально.
В мае 1996 года Ильченко собрал собственную группу «Exodus» с участием Дмитрия Евдомахи, Игоря Клеменьева и Михаила Огородова, но узнает о существовании другой группы с таким же названием и меняет название на «Исход».
Первое выступление 11 июня 1996 года в ДК «Красный Октябрь», а позже группа становится известной как группа «Ильченко». Она просуществовала около года, регулярно выступая в клубах, в июне 1997 года Юрий распускает группу и надолго уезжает в США.
До отъезда в Штаты Ильченко совершает гастрольный тур с акустическим проектом Вячеслава Бутусова «Овалы», и записывает песни А. В. Макаревича к мелодраме Дмитрия Астрахана «Перекресток».
В 2001 году написал книгу «Терминатор-3». Позже музыкант издает ещё несколько литературных трудов, пишет стихи и прозу.
Умер 29 января 2024 года в возрасте 72 лет.

## Группа «Юрий Ильченко»
- Юрий Ильченко — гитара, вокал.
- Владимир Савенок — клавишные, вокал.
- Александр Глухов — клавишные.
- Андрей Мещеряков — бас-гитара.
- Игорь Лёвкин — ударные.
- Валерий Михайлов — звукорежиссёр.

## Фильмография
Вокал
- 1998 — «Перекресток» (поёт вместо Леонида Ярмольника)

## Дискография
- 1977 — Дождь (магнитоальбом)
- 1978 — Концерт на 5-й Советской (Ленинград, 21 и 22 января)
- 1979 — Квартирник-79
- 1984 — Квартирник-84
- 1989 — Первая кровь (магнитоальбом) (также распространялся под названием «Натуральный продукт»)
- 1994 — Крутые ребята не танцуют
- 1995 — Концерт в студии звукозаписи «Europa Plus Studio»
- 1999 — Перекрёсток (песни из кинофильма «Перекрёсток») вместе с Андреем Макаревичем
- 1999 — Демо. Кливленд, США
- 2008 — Абыр
- 2009 — Деньги
- 2010 — Дождь
- 2014 — Мастер неба
- 2021 — Друзья, гитара и вино
- 2021 — Пьяный ангел

## Книги
- 2000 — Терминатор III ISBN 5-85976-223-2

Юрий Ильченко пишет под псевдонимом «Седов Б. К.»

### Седов Б. К. — Сериал «Знахарь»
- 2003 — «Без любви» ISBN 5-7654-3003-1
- 2003 — «Король треф» ISBN 5-7654-3103-8
- 2003 — «Валет бубен» ISBN 5-7654-3029-5
- 2003 — «Дама пик» ISBN 5-7654-3117-8
- 2003 — «Удача» ISBN 5-9533-0016-6 Тираж: 5000 экз.
- 2003 — «Отступник» ISBN 5-7654-4522-5
- 2004 — «Рок» ISBN 5-7654-3386-3.
- 2004 — «Фарт» ISBN 5-7654-3728-1
- 2005 — «Отшельник» ISBN 5-462-00336-6 Тираж: 25000 экз.
- 2006 — «Заложник» ISBN 5-7654-4570-5

### Седов Б. К. — Трилогия «Отпетые мошенники»
- 2005 — «Девушка, мент и бандит» ISBN 5-7654-4696-5.
- 2006 — «Наследство старого вора» ISBN 5-7654-4828-3
- 2006 — «Любовь и баксы» ISBN 5-7654-4859-3, ISBN 5-373-00010-8

### Седов Б. К. — Трилогия «Кастет 2»
- 2004 — «Первый удар» ISBN 5-7654-3900-4
- 2004 — «Правила боя» ISBN 5-7654-3927-6
- 2004 — «Один против всех» ISBN 5-7654-3963-2 ISBN 978-5-7654-3963-0

### Седов Б. К. — Трилогия «Воровской шансон»
- 2005 — «Романс для вора» ISBN 5-7654-4568-3
- 2006 — «Рэп для мента» ISBN 5-7654-4731-7
- 2006 — «Пуля для певца» ISBN 5-7654-4809-7